# Bogdanowice-Kolonia
Bogdanowice-Kolonia – osada w Polsce, w województwie opolskim, w powiecie głubczyckim, w gminie Głubczyce.
Do 2023 miejscowość była przysiółkiem wsi Bogdanowice.
W latach 1975–1998 przysiółek administracyjnie należał do ówczesnego województwa opolskiego.